# Poleth Méndes
Poleth Isamar Méndes Sánchez (Carpuela, 4 febbraio 1996) è un'atleta paralimpica ecuadoriana specializzata nel getto del peso e classificata F20 a causa di una disabilità intellettiva.

## Biografia
Inizia a praticare l'atletica leggera all'età di dodici anni. Nel 2016 prende parte alla sua prima grande manifestazione internazionale, i Giochi paralimpici di Rio de Janeiro, dove si classifica quinta nel getto del peso F20.
Nel 2017 partecipa ai campionati mondiali paralimpici d Londra, dove conquista la medaglia d'argento nel getto del peso F20. Due anni dopo di classifica quinta nella medesima disciplina ai mondiali paralimpici di Dubai, mentre ottiene la medaglia d'oro ai Giochi parapanamericani di Lima.
Nel 2021 prende parte ai Giochi paralimpici di Tokyo, dove si diploma campionessa paralimpica nel getto del peso F20 facendo registrare il nuovo record mondiale paralimpico con la misura di 14,39 m.
È sorella dell'atleta paralimpica Anaís Méndez, anch'ella specializzata nel getto del peso.

## Record nazionali
- Getto del peso F20: 14,39 m  ( Tokyo, 29 agosto 2021)

## Palmarès
| Anno | Manifestazione          | Sede           | Evento             | Risultato | Prestazione | Note                |
| ---- | ----------------------- | -------------- | ------------------ | --------- | ----------- | ------------------- |
| 2016 | Giochi paralimpici      | Rio de Janeiro | Getto del peso F20 | 5ª        | 12,02 m     |                     |
| 2017 | Mondiali paralimpici    | Londra         | Getto del peso F20 | Argento   | 12,72 m     | Record sudamericano |
| 2019 | Giochi parapanamericani | Lima           | Getto del peso F20 | Oro       | 12,75 m     | Record sudamericano |
| 2019 | Mondiali paralimpici    | Dubai          | Getto del peso F20 | 5ª        | 12,82 m     | Record sudamericano |
| 2021 | Giochi paralimpici      | Tokyo          | Getto del peso F20 | Oro       | 14,39 m     |                     |
| 2023 | Mondiali paralimpici    | Parigi         | Getto del peso F20 | Argento   | 13,60 m     |                     |
| 2024 | Mondiali paralimpici    | Kōbe           | Getto del peso F20 | Argento   | 13,90 m     |                     |
| 2024 | Giochi paralimpici      | Parigi         | Getto del peso F20 | Bronzo    | 14,31 m     |                     |